# Steve Cardwell
Stephen Michael "Steve" Cardwell, född 18 augusti 1950, är en kanadensisk före detta professionell ishockeyforward som tillbringade tre säsonger i den nordamerikanska ishockeyligan National Hockey League (NHL), där han spelade för Pittsburgh Penguins. Han producerade 20 poäng (nio mål och elva assists) samt drog på sig 35 utvisningsminuter på 53 grundspelsmatcher.
Cardwell spelade också för Minnesota Fighting Saints och Cleveland Crusaders i World Hockey Association (WHA); Hershey Bears i American Hockey League (AHL); Amarillo Gorillas i Central Hockey League (CHL); Djurgården Hockey i Division I samt Oshawa Generals i Ontario Hockey Association (OHA).
Han draftades av Pittsburgh Penguins i femte rundan i 1970 års draft som 63:e spelare totalt.
Cardwell är farfar till Ethan Cardwell.

## Statistik
| 1968–1969  | Oshawa Generals           | OHA        | 50  | 11 | 11 | 22  | 54  | —  | — | — | — | —  |
| 1969–1970  | Oshawa Generals           | OHA        | 46  | 14 | 19 | 33  | 77  | 6  | 4 | 2 | 6 | 6  |
| 1970–1971  | Pittsburgh Penguins       | NHL        | 5   | 0  | 1  | 1   | 15  | —  | — | — | — | —  |
|            | Amarillo Gorillas         | CHL        | 63  | 16 | 34 | 50  | 166 | —  | — | — | — | —  |
| 1971–1972  | Pittsburgh Penguins       | NHL        | 28  | 7  | 8  | 15  | 18  | 4  | 0 | 0 | 0 | 2  |
|            | Hershey Bears             | AHL        | 46  | 17 | 26 | 43  | 32  | —  | — | — | — | —  |
| 1972–1973  | Pittsburgh Penguins       | NHL        | 20  | 2  | 2  | 4   | 2   | —  | — | — | — | —  |
|            | Hershey Bears             | AHL        | 30  | 16 | 23 | 39  | 20  | 7  | 5 | 2 | 7 | 22 |
| 1973–1974  | Minnesota Fighting Saints | WHA        | 77  | 23 | 23 | 46  | 100 | 10 | 0 | 0 | 0 | 20 |
| 1974–1975  | Cleveland Crusaders       | WHA        | 75  | 9  | 13 | 22  | 127 | 5  | 0 | 1 | 1 | 14 |
| 1975–1976  | Hershey Bears             | AHL        | 72  | 22 | 33 | 55  | 165 | 9  | 0 | 2 | 2 | 11 |
| 1976–1977  | Djurgården Hockey         | Division I | 19  | 6  | 3  | 9   | 62  | —  | — | — | — | —  |
| 1977–1978  | Whitby Warriors           | OHA-Sr.    | 15  | 12 | 8  | 20  | 62  | —  | — | — | — | —  |
|            | San Francisco Shamrocks   | PHL        | 33  | 21 | 28 | 49  | 92  | —  | — | — | — | —  |
| 1978–1979  | Tucson Rustlers           | PHL        | 22  | 3  | 10 | 13  | 51  | —  | — | — | — | —  |
| NHL totalt | NHL totalt                | NHL totalt | 53  | 9  | 11 | 20  | 35  | 4  | 0 | 0 | 0 | 2  |
| WHA totalt | WHA totalt                | WHA totalt | 152 | 32 | 36 | 68  | 227 | 15 | 0 | 1 | 1 | 34 |
| AHL totalt | AHL totalt                | AHL totalt | 148 | 55 | 82 | 137 | 217 | 16 | 5 | 4 | 9 | 33 |
| OHA totalt | OHA totalt                | OHA totalt | 152 | 32 | 36 | 68  | 227 | 15 | 0 | 1 | 1 | 34 |